# Malše
Malše (tyska: Maltsch) är ett vattendrag i norra Österrike och södra Tjeckien.